# 페얼리 디킨슨 대학교

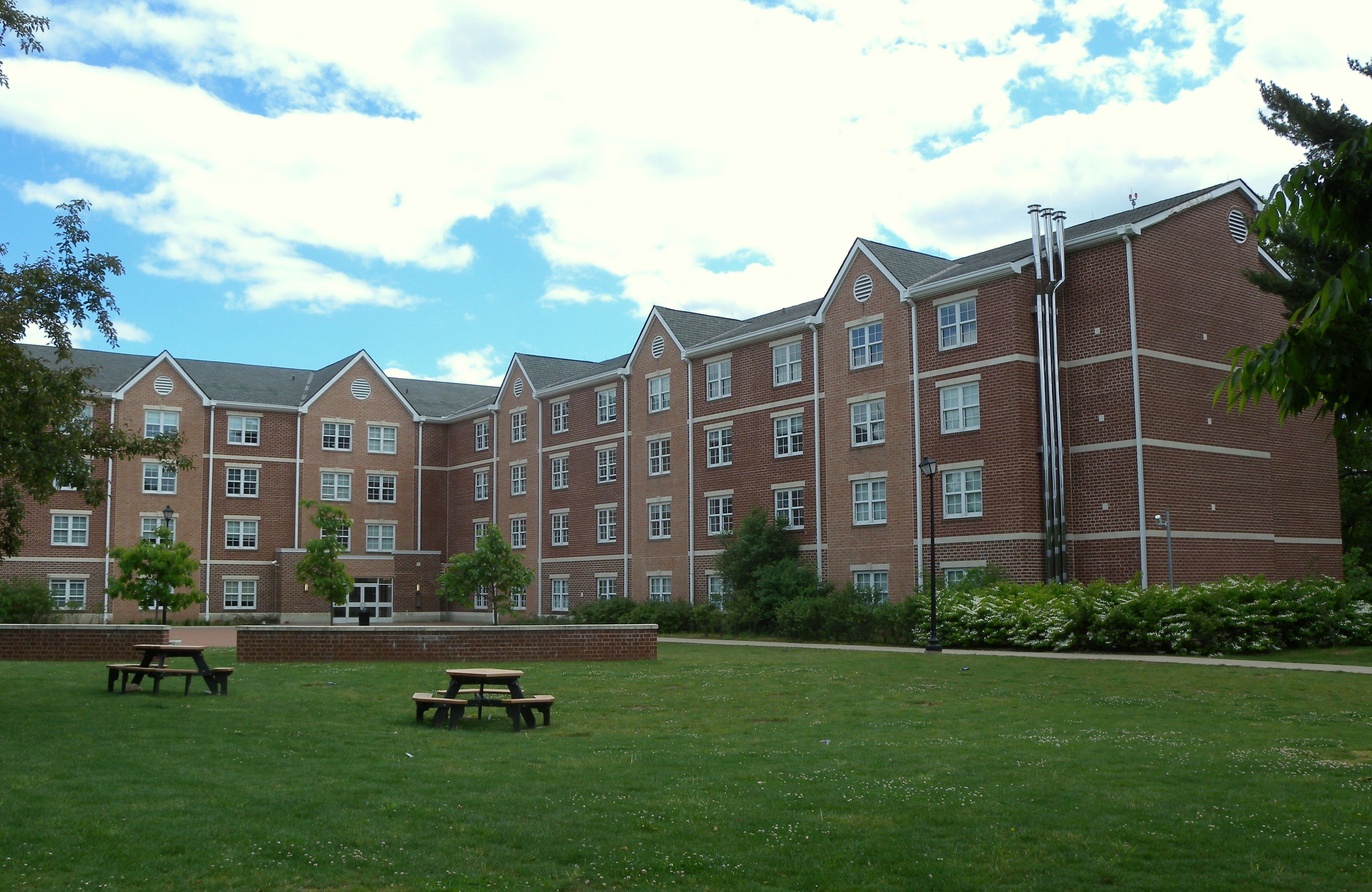

페얼리 디킨슨 대학교(Fairleigh Dickinson University)는 미국 뉴 저지 주 티넥 시티 모리스 카운티 매디슨 현에 있는 4년제 사립 대학교이며 1942년에 첫 개교되었다.